# دانييلي فانتاجياتو
دانييلي فانتاجياتو (بالإيطالية: Daniele Vantaggiato)‏ (10 أكتوبر 1984 ببرينديزي في إيطاليا - ) هو لاعب كرة قدم إيطالي في مركز الهجوم. شارك مع منتخب إيطاليا تحت 23 سنة لكرة القدم. أما مع النوادي، فقد لعب مع نادي بادوفا ونادي بارما ونادي باري ونادي بولونيا ونادي بيسكارا ونادي تورينو ونادي ريميني ونادي كروتوني ونادي ليفورنو.

## وصلات خارجية
- دانييلي فانتاجياتو على موقع قاعدة بيانات كرة القدم.إي يو (الإنجليزية)
- دانييلي فانتاجياتو على موقع Soccerway.com (الإنجليزية)
- دانييلي فانتاجياتو على موقع عالم كرة القدم.نت (الإنجليزية)